# GOES

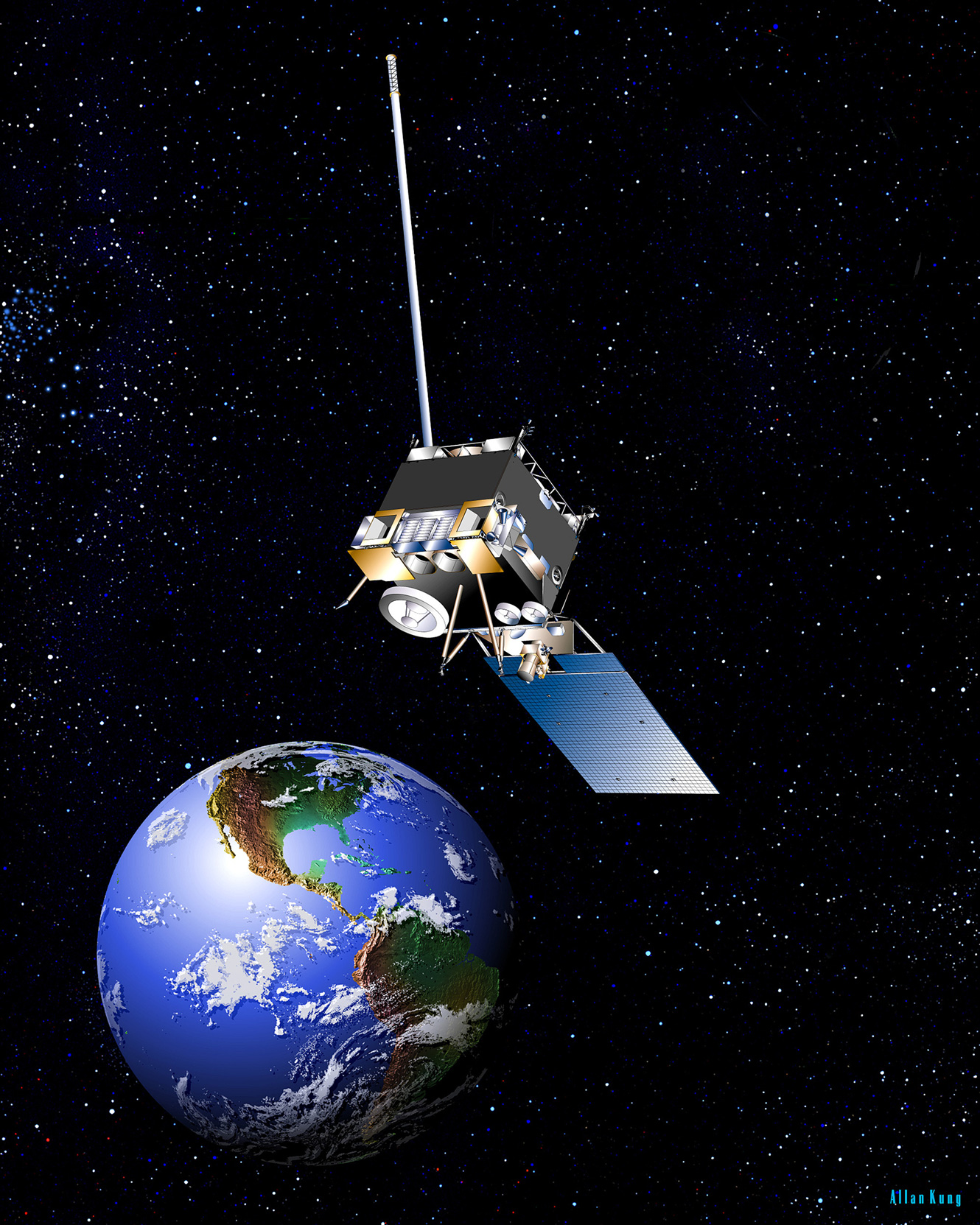
GOES-Nシリーズ

GOES（ゴーズ、英語: Geostationary Operational Environmental Satellite）は、1975年から利用を続けているアメリカ合衆国の静止気象衛星シリーズである。通常は気象衛星として紹介とされるが、気象だけでなく太陽からのX線など、地球を取り巻く環境を広く観測する人工衛星である。GOESはアメリカ航空宇宙局（NASA）が開発と打上げを担当し、アメリカ海洋大気庁（NOAA）によって運用されている。GOESは、基本的にアメリカ大陸上空の東西に1機ずつ配置され、西経75度にGOES-Eastが、西経135度にGOES-Westが配置されている。

## GOES-R シリーズ

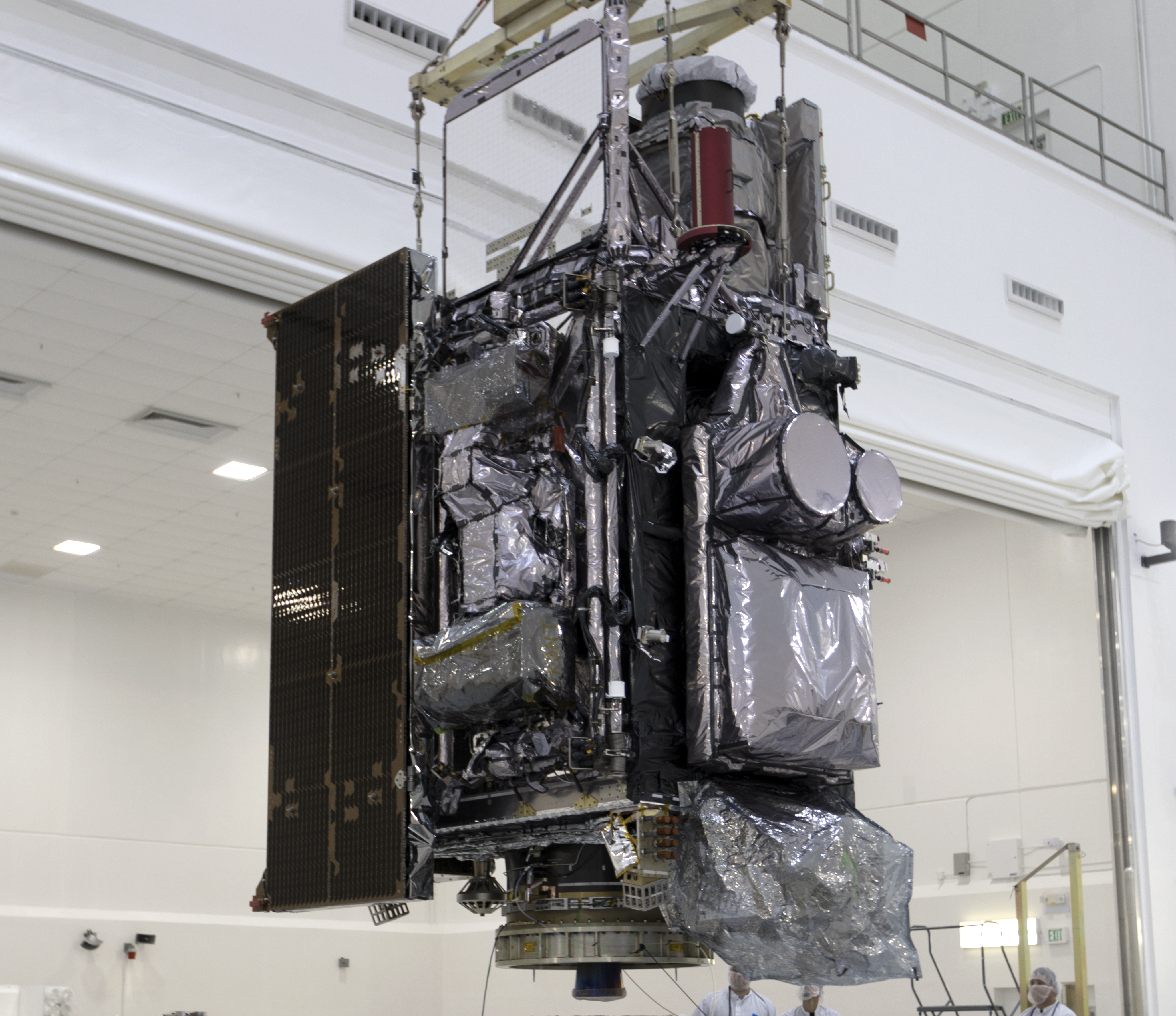
GOES－17

NOAAは2016年11月19日にGOES-Rを打ち上げ、2017年12月18日より大西洋側のGOES-East(GOES-16)として運用を開始した。また、GOES-S(GOES-17)を2018年3月1日に打ち上げ、2019年3月12日より、137.2°Wにて運用を開始した。
これまでのGOESシリーズと異なり、観測機器が大幅に更新され、GOES-Nシリーズより大型化、そして大容量の電力に対応した。製造はロッキードマーチンである。
ABI（Advanced Baseline Imager）
GOES 8～14のイメージャー (雲などの水平分布を観測) とサウンダー (温度、湿度などの鉛直分布の観測) を発展させた観測装置。全球観測を5分で観測出来るようにする(従来は24分要した)。また、観測チャンネルも波長帯で16チャンネルと大幅に増強される。Himawari-8／9のAHI(Advanced  Himawari Imager)と同じようなところがある。

AHIは、GOES-Rシリーズで使用するABIのうち波長帯域を改造したもので、結果的にABIに先行する形で使用が始まった。
ABIによる観測ではGOES-Nシリーズまでと比べて拡張されている。観測間隔は全球観測にて3時間/回から、10分/回に増強。また、アメリカ本土地域の観測が30分/回から5分/回に増強され、新たにターゲット観測(MESO-1,MESO-2)も高頻度
で観測できるようになった。
GOES-17では、ABIの冷却システムが影響し、太陽光の入射角によって大量のノイズが発生することが認められたため、通常の観測とは異なる冷却時間を設けた特別な観測スケジュールが組まれる。このスケジュール変更は事前に告知される。
波長帯は、赤外4ch、可視1chの5chから、可視・赤外併せて16chに増やした上で、分解能を現状の4倍（縦横の分解能を各2倍に引き上げる）にした。
スキャン方式は、GOES-Nシリーズに近い格好であるが、スキャンできる南北方向の幅が広がったことにより、全球観測におけるスキャンにかかる時間を28分から15分にまで短縮でき、スキャン回数も大きく減らすことができた。また、全休1回当たりに、北米地域が3回分、ターゲット領域について30秒間隔でのスキャンができるようになっている。
| バンドNo | 波長帯 (μm) | 波長の名称               | 波長の種類 |
| -------- | ----------- | ------------------------ | ---------- |
| 01       | 00.47       | 青                       | 可視       |
| 02       | 00.64       | 赤                       | 可視       |
| 03       | 00.86       | 植生帯                   | 近赤外     |
| 04       | 01.37       | 上層雲系                 | 近赤外     |
| 05       | 01.6        | 雪氷域                   | 近赤外     |
| 06       | 02.2        | 雲粒                     | 近赤外     |
| 07       | 03.9        | 近赤外ウインドウ         | 近赤外     |
| 08       | 06.2        | 対流圏上層水蒸気         | 赤外       |
| 09       | 06.9        | 対流圏中層水蒸気         | 赤外       |
| 10       | 07.3        | 対流圏下層水蒸気         | 赤外       |
| 11       | 08.4        | 雲頂面                   | 赤外       |
| 12       | 09.6        | オゾン                   | 赤外       |
| 13       | 10.3        | 赤外（長波長ウィンドウ） | 赤外       |
| 14       | 11.2        | 赤外（長波長ウィンドウ） | 赤外       |
| 15       | 12.3        | 赤外（長波長ウィンドウ） | 赤外       |
| 16       | 13.3        | CO2                      | 赤外       |

GLM（Geostationaly Lightning Mapper）
一部の極軌道衛星で搭載されている、雷光観測システムを静止衛星で観測出来るようにする。
Solar Ultra Violet Imager (SUVI)
Extreme Ultra Violet / X-Ray Irradiance Sensor (EXIS)
SEISS（Space Environmental In-Situ Suite）
現状のGOES-12、GOES-Nシリーズでのシステムを拡張して、X線短波長側も観測出来るようにする。
静止位置変更
太平洋側のGOES-WEST（現在は、GOES-15）がある西経135度から、GOES-S(GOES-17)シリーズから西経137.2度に変わる。GOES-Rシリーズが使用する電波周波数が、近傍の衛星と干渉が発生するとされたことと、GOES-Nシリーズとの干渉も併せて発生することから、国際機関の調整によって静止位置が変わる。
GRB(GOES Rebroadcast)
衛星経由で送信しているGOESの観測した画像が大幅に変わる。チャンネル数が増加したことから転送速度を格段に速くする。GVARでは、2.1Mbpsでダウンリンクしているが、GRBでは17.2Mbpsまで速度が上がる。
GVARを受信している利用者への影響が大きすぎることと、GOES-RシリーズからGOES-Nシリーズに急遽切り替える様なことが生じた場合の対策として、各チャンネルの画像のうち一部のチャンネルを抜き、直接衛星で受信している利用者へ配信するEGVAR（Emmurated GVAR）が配信される。EGVARは現行のGVARと互換性を持たせてあるので、これまでのGVAR受信設備でもGOES-Rシリーズから受信することが出来る。転送速度などに違いが生じることから、何らかの改造が必要になる。

### 仕様
最大寸法
長さ：6.1 m
高さ：5.6 m
奥行：3.9 m
質量
打上げ直後（軌道上初期）：5,192 kg (GOES 16/17)
軌道上末期：2,857 kg (GOES 16/17)
寿命
約15年
電力
4,000W (最大)

### GOES-16
GOES-16は、これまでのGOES-Nシリーズから移行し、大西洋側での運用を開始した。高頻度観測ができるようになったことで、熱帯低気圧(ハリケーンを含む)および前線上で発生する大規模な積乱雲に伴う悪天の監視に貢献している。ABIおよびGLMによる観測で重大な障害は起きていない。GOES-16に障害が発生したときは、南米北部上空に待機しているGOES-14が使用される。

### GOES-17
GOES-17は運用開始当初、GOES-15との併用期間が設けられた。これは移行に際して、太平洋側に向けられている設備の更新が遅れたためである。この影響でGOES-15との併用が半年設けられ、その間に設備の改修などが進められた。
通常運用されていたGOES-17のABIにて2019年春、近赤外、水蒸気波長帯、赤外波長帯にて突如として画像が乱れる症状が発症し、一時的にGOES-15による観測に切り替えられた。原因はABIのセンサー冷却システムで冷却剤の流動性低下により、センサーの温度維持がふらつくためである。
低下する時期が太陽の直射光がセンサー内に入る、春秋期の夜間に起こることが判明し、その間の観測運用が変更されることになった。2023年春にはGOES-18による観測となったことで、他のGOES予備として待機している。

## GOES-N/O/Pシリーズ

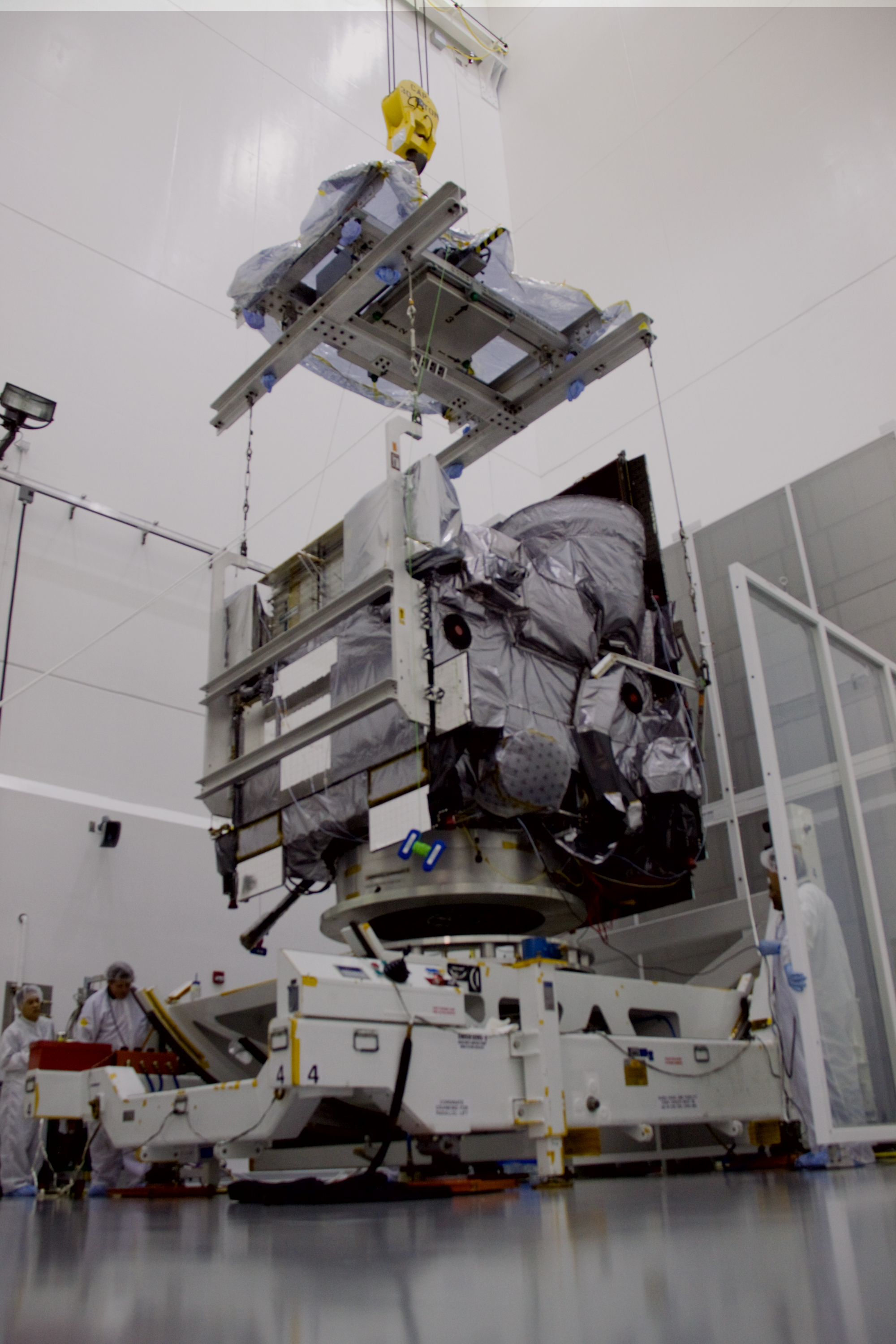
GOS-15

GOES-N（後にGOES-13）は、試験を兼ねながら運用を開始した。
基本体系は、GOES-8-12を継承しているが、GOES-12で初めて搭載されたSXIイメージャーが全てに搭載される。衛星はボーイング社が開発・製造する。当初4機製作し打ち上げる予定であったが、2006年現在3機打ち上げに変更された。理由はGOES-Rシリーズの打上時期と重なってしまうため。電力も大幅にアップし、現在使用される電力は最大2kWクラス、衛星食時でも維持出来るよう、バッテリー容量も大幅にアップしている。
GOES-O(後のGOES-14)は、当初予定より5か月遅れ2009年5月に打ち上げられた。2010年4月より宇宙環境観測を開始している以外、待機モードで運用されている。2010年にはGOES-P(のちのGOES-15)が打ち上げられ、性能試験を行っている段階でスタンバイモードで運用される。

### GOES-Nシリーズ共通仕様
総全長8.4 m（太陽電池・本体含む）
高さ9.1 m（本体・磁力計ブーム端）
奥行2.9 m
質量3.2 t（打上時）1.6 t（末期）
設計寿命10年（運用8年）
電力2 kW（運用時）1.95 kW（最大72分 衛星食バッテリー運用）
観測装置
光学観測装置（イメージャー）
特定波長大別観測（サウンダー）
太陽X線画像観測装置（SXIイメージャー）
磁力計
X線観測装置
高エネルギー計測装置
荷電粒子観測装置
プロトン・α線観測装置

## 観測機器
GOESの観測機器は、大きく分けて4つある。
イメージャー
天気予報などで使われる雲画像は、この装置で観測する
サウンダー
大気の断面構造を観測する。米国海洋大気庁が運用している極軌道衛星NOAAシリーズのTOVSに似ている
宇宙環境モニター
プロトン、太陽X線、荷電粒子、磁力を測定する
太陽X線イメージャー
太陽をX線波長帯で直接観測する

### イメージャー観測
GOES-7までは、衛星をスピンさせないと実質スキャン出来なかった。GOES-8以降、衛星に問題がない限り、地球側にイメージャーを向けられるようになったこと、箱形ユニット（モジュール）になったことで、スキャンミラーをある方向に調整して観測出来るようになったので、特定の地域だけ撮影することが出来るようになった。

VASおよびVISSRでは、衛星自体がスピンしているので、スキャン開始位置を特定することが単純ではない。そこでスキャンミラーにランプの光を当て、スキャン開始位置を特定する方法がとられている。1981年に打ち上げられたGOES-5とGMS-2は、ランプの故障が原因で観測自体に露骨な影響を受けた。
※日本のMTSATで言われるイメージャーは、GOESで使用されるイメージャーが基本型になっている。MTSATとの違いは観測する波長帯の違いがあり、GMSからGOESへの観測切り替えの際に、波長帯に依存する観測・統計要素をやむなく中止した。各機のイメージャーは、GOES-8～15以降がITT(現在のHARRIS)社製、既に気象ミッションを終了しているMTSATでは、MTSAT-1Rがレイセオン社製、MTSAT-2がITT(現在のHARRIS)社製で、それぞれ画像のディテールや機構上の違いがある。
MTSATシリーズでは、打ち上げに失敗したMTSAT-1,MTSAT-2はITT社製でGOESシリーズとほぼ同じである。MTSAT-1Rは、MTSAT-1の打ち上げが成功していた場合MTSAT-3となる衛星で、赤外領域の分解能は、MTSAT-2よりも高い分解能を持っているが、無線の帯域制限(速度制限）による制約があるためダウングレードされた。
- 参考：GOES-9が日本の気象庁にレンタルされた際、サウンダーによる観測は行われていたが、日本で使用されている信号方式(S-VISSR)と、GOESで使用される信号方式(GVAR)が異なるため、日本では受信されていても配信の対象になっていない。

### SEM観測
SEM（Space Environment Monitoring / Monitor）は、GOESの初号機から運用されている。
プロトン、荷電粒子、X線線量、磁力などの観測を行う。これらの情報は、電波擾乱、衛星の運用などに利用されている。
GOES-12までは2個のアースセンサーで地球を捉え、姿勢制御を行っている（日本のMTSAT-1RとMTSAT-2もこの方式）。しかしながら、太陽光を浴びた場合に姿勢制御が甘くなる欠点があるためGOES-Nシリーズから、より姿勢制御の精度を上げるために極軌道衛星などで搭載されている「スター・トラッカー」を使用した、三軸姿勢制御方式が採用された。
イメージャーおよびサウンダーの性能は、既に運用を終了しているGOES 9-12までと同じ性能（GOESシリーズでも波長帯に違いが見られる）である。分解能はGOES-O/Pでは長波側の赤外画像で分解能が向上する。

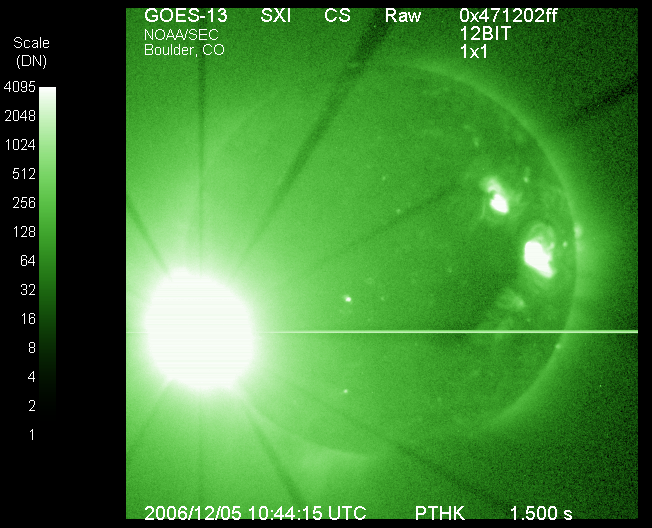
X1フレアー発生直後のSXI画像

GOES-12から搭載されたSXIイメージャーはマイナーチェンジが施された。画像の分解能はGOES-12と比べ格段に向上。画像も3種類（AR = Active Region, FL = Flear, CS（Corona Structure）。少なくとも太陽表面のコロナホールやフレアーの状態は、ほぼ常時に近い観測が出来るようになる。分解能はGOES-12と比べて精細度が非常に高く、イメージ的にはSOHOに近いディテールのような画像が得られる。2006年12月5日にあった太陽面爆発でGOES=13のCCDに障害が発生、撮影された画像の下側に横筋が残る。2009年2月に実施された性能確認観測でも、横筋が残っている。現在はLevel-1画像で画像処理が施され、Level-0の画像に観られる横筋は完全に除去できていないものの、実用上の支障が出ないような処理が行われている。

GOES-15では経年変化による画像上に現れる横筋画像化している。

### GOES-N(GOES-13　/EWS-G1)
打ち上げから、太平洋側・大西洋側のGOESで問題が発生したときのために待機していたが、GOES-12の推進剤漏洩があったことなどから、2010年4月14日よりイメージャー・サウンダーでの観測を開始し、4月26日より大西洋側での運用を開始した。GOES-12は、推進剤のリークが発生したことから、南アメリカ観測に移行する。
GOES-13の2010年4月以降における障害は特に起きていないが、GOES-16の配備により大西洋側の予備衛星として待機する。
SXIイメージャーの障害（フレアーによるCCDセンサーが一部破壊されている）があるため、SXIイメージャーによる太陽表面観測は中断したものの、非定常で観測は行われている。SXIイメージャー観測はGOES-14（待機中）もしくはGOES-15（太平洋側）が定常観測を行った。2017年12月に打ち上がったGOES-R(GOES-16)の運用が始まったことにより、2017年12月18日にGOES-R(GOES-16)に移行、西経60度に移動しバックアップ運用になる。
その後NOAAは、インド洋にて運用されているMETEOSAT-8(EUMETSAT)の姿勢制御用燃料枯渇による観測断が懸念されたところから、アメリカ軍などと協議を行い、2019年7月からインド洋へ向けて移動させ、2020年2月中旬からインド洋上空東経61.5度にて観測を開始。併せて衛星の所管がNOAAからアメリカ宇宙軍に移り（NOAAとの合同)、あわせて衛星の名称をEWS-G1(Electro-optical Infrared Weather System Geostationary) に改称し、観測を行っていたが軌道離脱に必要な推進剤残量の問題から、2023年11月よりGOES-15がEWS-G2として観測を開始した。

EWS-G1の最後は、CIMMSのサイトにて画像が公表された。

### GOES-O/P(GOES-14/15)
それぞれが打ち上げられ、前者が待機衛星として、後者は打ち上げ後太平洋側に配置されて観測を続けている。GOES-14は、SEM/SXI による観測を開始した。

## GOESシリーズの打ち上げ
| 衛星の名称        | 軌道        | 打ち上げ年月日  | 製造メーカー                         | 状況                                                         |
| ----------------- | ----------- | --------------- | ------------------------------------ | ------------------------------------------------------------ |
| GOES-1(A)         | GEO 131°W   | 1975年10月16日  | フォード・エアロスペース社           | 運用終了                                                     |
| GOES-2(B)         | GEO 107°W   | 1977年06月16日  | フォード・エアロスペース社           | 運用終了                                                     |
| GOES-3(C)         | GEO 090°W   | 1978年06月16日  | フォード・エアロスペース社           | 運用終了                                                     |
| GOES-4(D)         | GEO 135°W   | 1980年09月09日  | ボーイング衛星開発センター           | 運用終了                                                     |
| GOES-5(E)         | GEO 075°W   | 1981年05月22日  | ボーイング衛星開発センター           | 運用終了                                                     |
| GOES-6(F)         | GEO 135°W   | 1983年04月28日  | ボーイング衛星開発センター           | 運用終了                                                     |
| GOES-G            | GEO         | 1986年05月03日  | ボーイング衛星開発センター           | 打ち上げ失敗                                                 |
| GOES-7(H)         | GEO 083°W   | 1987年04月28日  | ボーイング衛星開発センター           | 運用終了                                                     |
| GOES-8(I)         | GEO 162°E   | 1994年04月13日  | フォード・エアロスペース社           | 運用終了                                                     |
| GOES-9(J)         | GEO 155°E   | 1995年05月23日  | スペースシステムズ/ロラール社        | 運用終了                                                     |
| GOES-10(K)        | GEO 060°W   | 1997年04月25日  | スペースシステムズ・ロラール社       | 運用終了                                                     |
| GOES-11(L)        | GEO 135°W   | 2000年05月03日  | スペースシステムズ・ロラール社       | 2011年12月16日軌道離脱                                       |
| GOES-12(M)        | GEO 060°W   | 2001年07月23日  | スペースシステムズ・ロラール社       | 2013年8月16日軌道離脱                                        |
| GOES-13(N) EWS-G1 | GEO 61.5°E  | 2006年05月24日  | ボーイング衛星開発センター           | 2010年4月26日～2018年1月31日／インド洋で運用終了し軌道離脱   |
| GOES-14(O)        | GEO 105°W   | 2009年06月27日  | ボーイング衛星開発センター           | スタンバイ運用                                               |
| GOES-15(P) EWS-G2 | GEO 61.5°E  | 2010年03月04日  | ボーイング衛星開発センター           | USSF移管されインド洋での運定                                 |
| GOES-16(R)        | GEO 075.2°W | 2016年11月19日  | ロッキードマーティンスペースシステム | 2017年12月19日より大西洋側で運用                             |
| GOES-17(S)        | GEO 137.2°W | 2018年03月01日  | ロッキードマーティンスペースシステム | 2018年10月24日より移動開始、2018年12月10日より太平洋側で運用 |
| GOES-18(T)        | GEO 137.0°W | 2022年03月01日  | ロッキードマーティンスペースシステム | 2023年1月4日より運用                                         |
| GOES-19(U)        | GEO 89.5°   | 2024年06月025日 | ロッキードマーティンスペースシステム | 性能試験、2025年4月に運用開始予定                            |

※日付はすべて、アメリカ東部標準時（EST）。

## GOESシリーズ

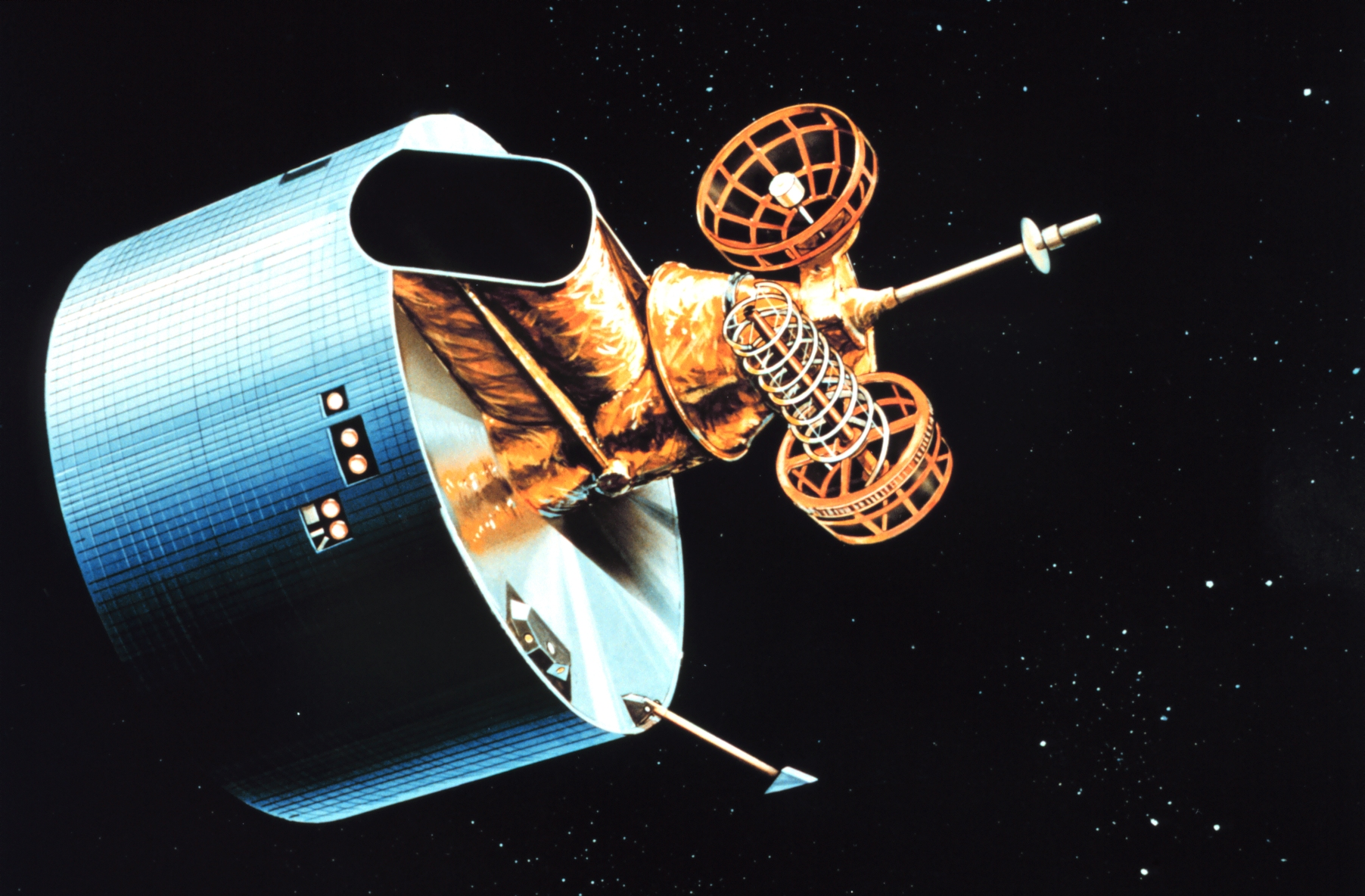
スピン方式時代のGOES 4-7

GOES-7までは衛星の姿勢を安定させるため、衛星自体を回転させて安定させる「スピン方式」が採用されていた。日本では、GMSシリーズがこれに該当（MTSAT以降は三軸制御方式に切り替え）。現在でもヨーロッパのMETEOSATや、中国のFY-2シリーズがこの方式。
GOES-8から、地球センサーで地球を捕捉してホイールで姿勢を制御する三軸姿勢制御方式が採用された。

### GOES-1から3まで
スピン安定方式だった3号機までは雲の厚さや水蒸気量、高度毎の温度を測定する機能は持たず、VISSR（Visible Infrared Spin Scan Radiometer）のみで観測を行っていた。
4から7号機との違いとしては、地球方向にパラボラアンテナを指向させる機械式デスパンアンテナを有しておらず、電気的にアンテナを切り替えることで、電波を地球方向に指向させる電気式デスパンアンテナを採用していた。外観上はヨーロッパの第一世代の気象衛星メテオサットと似ている。

### GOES-4から7まで
GOES-4から7号機もスピン安定方式を採用。日本もアメリカからこのタイプの設計を導入したため、ひまわり(GMS-1から5号)と外観が似ている。このシリーズより、VAS（Visible Infrared Spin Scan Radiometer (VISSR) Atmospheric Sounder）に切り替えられたため、高度毎の温度・湿度を測定する事が出来るようになったが、サウンダーは、イメージャーとは独立しておらず、同時に観測する方式だった
GOES-4までは順調に観測が行われていた。1981年に打ち上げられたGOES-5は、運用開始当初からVASの状態が良くなく、観測される画像に障害が出ていた。後に判明したのは、スキャン開始位置を特定するためのランプのフィラメント劣化が原因。この影響で画像の開始点を決定づける同期信号の抽出ができなくなり、画像化が出来なくなったことから、1984年6月29日に観測をやめている。
GOES-6となる予定だったGOES-Gは、1986年に打ち上げられたが打ち上げに失敗。GOESの大西洋側・太平洋側の2機での観測が出来なくなり、衛星を移動させる等して綱渡りの運用を行うことになる。1990年代になって、GOES-8以降のイメージャー開発の遅延もあって、寿命末期にきていたGOES-4,GOES-6が相次いでダウン。1991年にはヨーロッパの気象衛星METEOSAT-3を借りて大西洋側をMETEOSAT-3(50W)にて、太平洋側(83W)にGOES-7を配置し観測を行うことになる(GOES-8の運用開始までの間)。
GOES-8の配備によって、大西洋側・太平洋側での観測が行われた(GOES-9の運用開始まで)。

### GOES-8

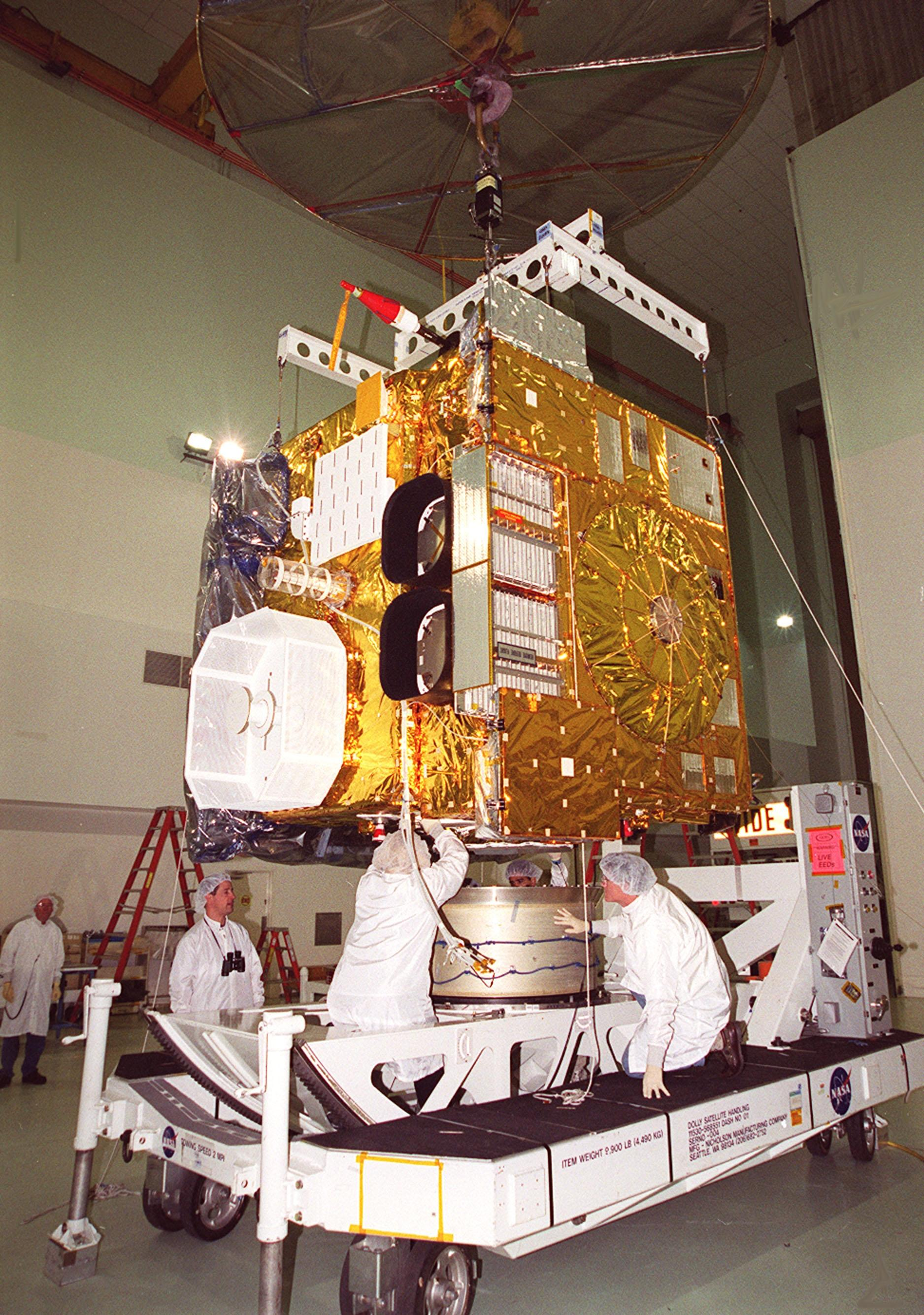
第二世代のGOES-M

GOES-8以降は三軸姿勢制御方式を採用し、設計が全面的に切り替えられた。サウンダーは、イメージャーと独立した観測装置として搭載されるようになり、観測精度が向上した。
大西洋側の西経75度に静止して観測を開始。このシリーズの最初となる。ハリケーン・アンドリューなど、大型の熱帯低気圧の観測で威力を発揮した。2003年1月に設計寿命10年に近づいたことからGOES-12と交代し、東経165度へ向けて移動、その年の5月に軌道離脱、全ての運用を終えた。

### GOES-9
GOES-9は、三軸姿勢制御方式を使ったGOESシリーズの2号機である。
観測機能はGOES-8とほとんど変わりはない。
運用開始後に問題になったのが、撮像系（イメージャー）による可視画像でイメージャーおよび周辺機器からのノイズが大量に混入し、観測された画像の信頼性が低下した。特に夜間（日の出、日没前後）で顕著に現れた。
その後、姿勢制御を行うための、2台あるモーメンタムホイールの1台が運用できなくなったことから、1997年に打ち上げられたGOES-10と交代し、予備衛星として待機した。
1999年のH-IIロケット8号機打ち上げ失敗に伴う日本の次期気象衛星（運輸多目的衛星）MTSATの運用開始の遅れのため、2002年頃には、老朽化していた日本のGMS-5（ひまわり5号）での観測の続行が困難となってきた。このため、日本の気象庁はNOAA（海洋大気庁）から、待機中のGOES-9を借り受け、2003年5月下旬から本格的な観測を開始した。
観測スケジュールは、NOAAがその当時、日本がMTSATで計画した観測スケジュールを採用する形でスケジュールを組み立て、そのスケジュールに、日本側の処理時間を組み入れた形で調整を加えて、運用を開始した。
2005年6月下旬より気象衛星としてMTSAT-1R（ひまわり6号）の本格運用が始まったことから、2005年7月中旬には日本におけるGOES-9からの観測データの受信は停止した。日本がMTSAT-1Rの本格運用を開始した後も、米国海洋大気庁が独自で観測を続け、台風シーズンがほぼ終息した2005年11月19日に一部の機能（救難捜索用通信機能）を残して観測を停止、2007年6月14日から15日（世界時）にかけて、衛星の全機能を停止させて運用を終えた。
気象庁は、この代替運用中、GOES-9の愛称を「パシフィックゴーズ」としたが、「ひまわり」ほど一般的に広まることはなかった。また、NHKが気象情報で気象衛星からの雲画像を表示する際に、気象予報士が「ひまわりからの映像」と説明していたが、ゴーズでの運用中は「気象衛星からの映像」と置き換えていた。

### GOES-10
GOES-9のピンチヒッターの役割を担って、太平洋側で観測。エルニーニョなどの監視に貢献している。2006年5月に、設計寿命に近づいたこともありGOES-11に交代。南アメリカの気候監視支援のため、西経60度に向けて移動し、南米の観測を24回/日で観測を行った。寿命末期となり2009年12月1日に軌道離脱した。

### GOES-12
2001年に打ち上げられた衛星。GOES-12で初めてSXIイメージャーが搭載された。太陽をX線波長帯で直接観測出来るもので、太陽活動を常時監視する。
2003年10-11月にかけて大規模に太陽面爆発（X28のフレアーが観測された）発生した際、その直後からSXIイメージャーの一部故障。2006年9月に入ってフィルター制御系に障害発生し、イメージャー観測が出来なくなっているが、2006年10月頃から、テストモードで観測を再開したものの状態は良くなく、2007年4月19日より、SXIイメージャーによる観測を中止している。
2007年12月4日には、姿勢制御中に一台のスラスターから推進剤が漏れ姿勢制御が出来なくなった（後に当該スラスターへ供給するバルブを閉じ、使用できなくした）。この事故から姿勢制御が出来なくなり漂流、翌日（5日）からおよそ2週間の間、南アメリカ観測支援中のGOES-10に大西洋側の観測を一時的に肩代わり観測を実施。その間に原因究明を行った結果、LATVBが原因と言うことで使用しない措置を講じた。12月11日より正規位置に戻す姿勢制御を実施し、12月17日より運用を再開した。その後の調査で、推進剤供給ライン自体に深刻な問題を抱える結果になった。2008年12月14日には当初の予定では、姿勢制御を行う予定であったが、開始前にスラスターから推進剤漏れ出し中止となった。翌日から待機衛星として西経105度にあるGOES-13がGOES-12に代わって観測と、関係するデータの配信運用を開始している。2009年1月5日15UTCより、観測・データ配信を再開している。
姿勢制御用の推進剤が漏れるため、運用計画を変更GOES-10が観測していた、南アメリカ向け観測に移行させる。2010年4月に大西洋側の観測をGOES-13に移行、2010年5月中旬から南アメリカ観測を観測していたが、2013年8月16日に軌道離脱した。

## 一覧
| 形式                | 形式           | 打ち上げ日時 (UTC)    | ロケット          | 射場          | 経度                     | 初観測         | 状態       | 引退           | 備考                                                |
| 打ち上げ時          | 運用時         | 打ち上げ日時 (UTC)    | ロケット          | 射場          | 経度                     | 初観測         | 状態       | 引退           | 備考                                                |
| ------------------- | -------------- | --------------------- | ----------------- | ------------- | ------------------------ | -------------- | ---------- | -------------- | --------------------------------------------------- |
| SMS-派生衛星        |                |                       |                   |               |                          |                |            |                |                                                     |
| GOES-A              | GOES 1         | 1975年10月16日, 22:40 | デルタ 2914       | CCAFS LC-17A  |                          | 1975年10月25日 | 引退       | 1985年3月7日   |                                                     |
| GOES-B              | GOES 2         | 1977年6月16日, 10:51  | デルタ 2914       | CCAFS LC-17B  | 60°W                     |                | 引退       | 1993年         | 1995年に通信衛星として復帰, 最終的に2001年5月に停止 |
| GOES-C              | GOES 3         | 1978年6月16日, 10:49  | デルタ 2914       | CCAFS LC-17B  |                          |                | 引退       | 1993年         | 1995年に通信衛星として復帰、2016年6月29日に退役     |
| 第一世代            |                |                       |                   |               |                          |                |            |                |                                                     |
| GOES-D              | GOES 4         | 1980年9月9日, 22:57   | デルタ 3914       | CCAFS LC-17A  | 135°W                    |                | 引退       | 1988年11月22日 |                                                     |
| GOES-E              | GOES 5         | 1981年5月22日, 22:29  | デルタ 3914       | CCAFS LC-17A  | 75°W                     |                | 引退       | 1990年7月18日  |                                                     |
| GOES-F              | GOES 6         | 1983年4月28日, 22:26  | デルタ 3914       | CCAFS LC-17A  | 136°W                    |                | 引退       | 1989年1月21日  |                                                     |
| GOES-G              | N/A            | 1986年5月3日, 22:18   | デルタ 3914       | CCAFS LC-17A  | 135°W (予定)             | N/A            | 失敗       | 71秒後に破壊   | 打ち上げ失敗                                        |
| GOES-H              | GOES 7         | 1987年2月26日, 23:05  | デルタ 3914       | CCAFS LC-17A  | 75°W, 112°W, 105°W, 95°W |                | 引退       | 1996年1月      | Peacesatとして運用、2012年4月に軌道離脱             |
| 第2世代             |                |                       |                   |               |                          |                |            |                |                                                     |
| GOES-I              | GOES 8         | 1994年4月13日, 06:04  | アトラス I        | CCAFS LC-36B  | 75°W                     | 1994年5月9日   | 引退       | 2004年5月4日   | 墓場軌道                                            |
| GOES-J              | GOES 9         | 1995年5月23日, 05:52  | アトラス I        | CCAFS LC-36B  | 135°W, 155°E             | 1995年6月19日  | 引退       | 2007年6月14日  | 墓場軌道                                            |
| GOES-K              | GOES 10        | 1997年4月25日, 05:49  | アトラス I        | CCAFS LC-36B  | 135°W, 65°W              | 1997年5月13日  | 引退       | 2009年12月1日  | 墓場軌道                                            |
| GOES-L              | GOES 11        | 2000年5月3日, 07:07   | アトラス IIA      | CCAFS SLC-36A | 135°W                    | 2000年5月17日  | 引退       | 2011年12月16日 | 軌道離脱                                            |
| GOES-M              | GOES 12        | 2001年7月23日, 07:23  | アトラス IIA      | CCAFS SLC-36A | 60°W                     | 2001年8月17日  | 運用終了   |                | 南アメリカ観測を終了、2013年8月16日離脱             |
| 第3世代             |                |                       |                   |               |                          |                |            |                |                                                     |
| GOES-N              | GOES 13 EWS-G1 | 2006年3月24日, 22:11  | デルタ IV-M+(4,2) | CCAFS SLC-37B | 61.5°E                   | 2006年6月22日  | 運用終了   |                | インド洋にて運用後軌道離脱                          |
| GOES-O              | GOES 14        | 2009年6月27日, 22:51  | デルタ IV-M+(4,2) | CCAFS SLC-37B | 105°W                    | 2009年7月27日  | 待機       |                | 軌道上予備                                          |
| GOES-P              | GOES 15        | 2010年3月4日, 23:57   | デルタ IV-M+(4,2) | CCAFS SLC-37B | 61.5°E                   | 2010年4月7日   | 所管移行   |                | インド洋にて運用                                    |
| 第4世代 (GOES-NEXT) |                |                       |                   |               |                          |                |            |                |                                                     |
| GOES-R              | GOES-16        | 2015年9月             | EELV              | CCAFS         | 89.5°W                   | 2017年12月18日 | 待機モード |                | On Orbit Strage                                     |
| GOES-S              | GOES-17        | 2018年3月1日 22:02    | EELV              | CCAFS         | 137.2°W                  | 2018年12月10日 | 待機       |                | 軌道上予備                                          |
| 打ち上げ予定        |                |                       |                   |               |                          |                |            |                |                                                     |
| GOES-T              | GOES-18        | 2022年3月1日          | EELV              | CCAFS         | 137°W                    | 2023年1月4日   | 運用中     |                | GOES West                                           |
| GOES-U              | GOES-19        | 2024年6月25日         |                   | CCAFS         | 79.2°W                   | 2024年9月17日  | 運用中     |                | GOES-East                                           |